# Zuzanna Gwarek
Zuzanna Gwarek (ur. 30 kwietnia 1937 w Koniakowie, zm. 19 listopada 2015 tamże) – koronczarka ze Śląska Cieszyńskiego.

## Życiorys
Pochodziła z rodziny Legierskich. Miała pięcioro rodzeństwa. Koronczarstwa nauczyła się od matki Anny.
Wykonywała koronki o wzornictwie z okresu międzywojennego, dodawała wymyślone przez siebie ornamenty. Robiła koronkowe kołnierzyki, czepce, wstawki do stroju i bielizny, a także różnej wielkości i kształtu serwetki i obrusy, rękawiczki, bluzki, spódnice i suknie. Na tle twórczyń ludowych w regionie wyróżniała się starannością wykonania i kompozycjami wzorców.
Od 1958 szydełkowała dla Spółdzielni Przemysłu Ludowego i Artystycznego Cepelia w Katowicach. W 1966 z inicjatywy „ArW” i Wydziału Kultury powiatu cieszyńskiego w jej domu powstała Twórcza Izba Regionalna poświęconą koronkarstwu beskidzkiemu. Współpracowała z lokalnymi muzeami i stowarzyszeniami. Uczestniczyła w konkursach i wystawach sztuki ludowej m.in. w Cieszynie, Żywcu, Bielsku-Białej, Bytomiu, Katowicach, Lublinie, Krakowie i Warszawie. Była nagradzana. W 1984 w ogólnopolskim konkursie zorganizowanym przez Stowarzyszenie Twórców Ludowych „Polska – nasz dom” uzyskała I nagrodę za koronkarstwo. Jej prace można podziwiać w Izbie Regionalnej w Koniakowie oraz polskich muzeach.
Była synową Maria Gwarkowej. W 1962 przejęła po zmarłej teściowej prowadzenie spółdzielni. Z mężem Erwinem, za którego wyszła w 1957, kierownikiem zespołu Zespołu Pieśni i Tańca „Koniaków”, w starym domu zbierała pamiątki po teściowej. W 1980 w nowym budynku uruchomiła Izbę Pamięci Marii Gwarek (zwaną potocznie Muzeum Koronki). Prowadziła ją z mężem do 1987, a po jego śmierci samodzielnie do 1990 (do momentu rozwiązania Spółdzielni ArW „Cepelia”).
Brała udział w kiermaszach sztuki ludowej i w imprezach folklorystycznych w regionie i poza nim (Cieszyn, Bielsko-Biała, Kraków, Warszawa, Kazimierz Dolny, Płock). Popularyzowała strój cieszyński, w którym występowała, oraz gwarę cieszyńską, którą się posługiwała. Od 1953 należała do Zespołu Pieśni i Tańca „Koniaków”. Była śpiewaczką i tancerką, opiekowała się też sprawą stroju ludowego. Z zespołem brała udział w festiwalach w kraju i za granicą.
Była członkinią Stowarzyszenia Twórców Ludowych. Uczyła koronkarstwa kolejne pokolenie twórczyń.
Oprócz wyrobu koronek trudniła się pracą we własnym gospodarstwie. Urodziła dwoje dzieci: syna Piotra i córkę Urszulę, którą nauczyła koronczarstwa.

## Nagrody
Otrzymała m.in. Brązowy Krzyż Zasługi (1976), Srebrny Krzyż Zasługi, odznaki „Zasłużony Działacz Kultury” (1982) i „Zasłużony dla Cepelii” (1984), Nagrodę im. Oskara Kolberga (1989) oraz Laur Srebrnej Cieszynianki (2006).

## Upamiętnienie
W 2017 w Muzeum Koronki w Koniakowie zorganizowano wystawę poświęconą pamięci Zuzanny Gwarek.